# 페기 애시크로프트
이디스 마거릿 에밀리 "페기" 애시크로프트 여사(영어: Dame Edith Margaret Emily "Peggy" Ashcroft, DBE, 1907년 12월 22일 ~ 1991년 6월 14일)는 잉글랜드의 배우이다.

## 서훈
- 1951년 대영 제국 훈장 3등급(CBE)[1]
- 1956년 대영 제국 훈장 2등급(DBE, 작위급 훈장)[2]

## 출연

### 영화
- 39 계단 (1935년 영화)
- 파계 (1959년 영화)
- 사랑의 여로
- 고독한 보행자
- 인도로 가는 길 (영화)

### 텔레비전 방송
- 템페스트
- 십이야
- 벚꽃 동산

### 라디오 방송
- 말피의 공작부인
- 맥베스 (희곡)